# Alicia (Arkansas)
Alicia è una città (town) della contea di Lawrence nello Stato dell'Arkansas, negli Stati Uniti d'America. La popolazione era di 124 persone al censimento del 2010.

## Geografia fisica
Alicia è situata a 35°53′40″N 91°05′01″W (35.894482, -91.083663).
Secondo lo United States Census Bureau, ha un'area totale di 0,1 miglia quadrate (0,3 km²).

## Società

### Evoluzione demografica
Secondo il censimento del 2000, c'erano 145 persone.

### Etnie e minoranze straniere
Secondo il censimento del 2000, la composizione etnica della città era formata dal 100,00% di bianchi.